# Alice Kaplan
Pour les articles homonymes, voir Kaplan.
Alice Kaplan, née le 22 juin 1954 à Minneapolis, est une écrivaine, universitaire et historienne américaine.

## Biographie
En 1973, Alice Kaplan étudie pendant un an à l'université de Bordeaux III. Elle obtient un BA en français à l'université de Californie à Berkeley en 1975 et un PhD en littérature française à l'université Yale en 1981.
Alice Kaplan est professeur d'études romanes, de littérature et d'histoire à l'université Duke de 1986 à 2008. Depuis 2009, elle enseigne la littérature française et francophone à l'université Yale, où elle est titulaire d'une chaire Sterling (en).
Ses travaux portent sur l'autobiographie, les mémoires, la théorie et la pratique de la traduction, la littérature française du XXe siècle, la culture de la France de l'après-guerre. Elle est la fondatrice du Duke Center for French and Francophone Studies et appartient au comité éditorial du South Atlantic Quarterly.

## Distinctions
Alice Kaplan est finaliste du National Book Award de 2000 et nommée au National Book Critics Circle Award de 2000. Elle obtient le Los Angeles Times Book Prize dans la catégorie livre d'histoire en 2000.
En 2025, elle reçoit la Grande médaille de la francophonie.

## Le procès Brasillach
Dans Intelligence avec l'ennemi : le procès Brasillach, Alice Kaplan analyse le procès de l'écrivain collaborationniste en 1945. Pour l'historienne, ce procès est « le théâtre d'une joute verbale opposant trois personnalités, trois génies de l'art oratoire » : Marcel Reboul, commissaire du gouvernement, substitut du procureur ; Jacques Isorni, avocat de la défense ; et Brasillach lui-même.

## Liste des œuvres
- Reproductions of Banality: Fascism, Literature, and French Intellectual Life, 1986.
- Everyday life, avec Kristin Ross, Yale University Press, 1987.
- Relevé des sources et citations dans "Bagatelles pour un massacre", Éd. du Lérot, 1987.
- French Lessons: A Memoir, University of Chicago Press, 1993
- The Collaborator: The Trial and Execution of Robert Brasillach, 2000.
- The Interpreter, University of Chicago Press, 2005.
- Dreaming in French: The Paris Years of Jacqueline Bouvier Kennedy, Susan Sontag, and Angela Davis, University of Chicago Press, 2012. Traduit en français sous le titre Trois Américaines à Paris : Jacqueline Bouvier Kennedy, Susan Sontag et Angela Davis par Patrick Hersant chez Gallimard en 2012.
- En quête de L'Étranger, Gallimard, 2016.
- Seeing Baya: Portrait of an Algerian Artist in Paris, University of Chicago Press, 2024. 176 pp.  (ISBN 978-0-226-83508-2)[6].

### Traductions d'œuvres françaises par Alice Kaplan
- Louis Guilloux, OK, Joe, University of Chicago Press, 2003
- Évelyne Bloch-Dano, Madame Proust: A Biography, University of Chicago Press, 2007
- Roger Grenier, Piano Music for Four Hands, University of Nebraska Press, 2001
- Roger Grenier, Another November, University of Nebraska Press, 1998
- Roger Grenier, The Difficulty of Being a Dog, University of Chicago, 2000

### Traductions en français d'œuvres d'Alice Kaplan
- L'Interprète : dans les traces d'une cour martiale américaine, Bretagne 1944, traduction de The Interpreter par Patrick Hersant, Gallimard, 2007
- Intelligence avec l'ennemi : le procès Brasillach, traduction de The Collaborator par Bruno Poncharal, Gallimard, 2001
- Trois Américaines à Paris : Jacqueline Bouvier Kennedy, Susan Sontag, Angela Davis, Gallimard, 2012 (traduction par Patrick Hersant de Dreaming in French: The Paris Years of Jacqueline Bouvier Kennedy, Susan Sontag, and Angela Davis, University of Chicago Press, 2012)
- Maison Atlas, éditions Le Bruit du monde, traduit de l’américain par Patrick Hersant, 2022
- Baya ou Le grand vernissage, éditions Le Bruit du monde, traduit de l’américain par Patrick Hersant, 2024